# مه درونم
مه درونم (ترکی: İçimdeki Duman) اولین آلبوم استودیویی هنرمند موسیقی پاپ الیاس یالچینتاش است که در ۸ ژانویه ۲۰۱۶ توسط DMC منتشر شد.

## فهرست آهنگ‌ها
1. من در قلبت هستم
2. من خیلی تنهام
3. مه درونم
4. درآمد سخت
5. چجوری ازش خداحافظی می‌کنی
6. نفس
7. جلگه
8. فکر کنم، رز
9. فقط برای اینکه مال تو باشه
10. اسطوخودوس
11. اگه تونستی بچرخونی
12. عشق انسان را انتخاب می‌کنه
13. متاسفم
14. تو باید باشی (با ارکستر انبه و بوشرا پریز)
15. انجیر (با ارکستر انبه)